# Kosmos 2496
Kosmos 2496, ruski komunikacijski satelit iz programa Kosmos. Vrste je Strijela-3M (Rodnik S br. 20 L).
Lansiran je 23. svibnja 2014. godine u 5:27 s kozmodroma Pljesecka u Rusiji. Lansiran je u nisku orbitu oko planeta Zemlje raketom nosačem Rokot/Briz-KM 11A05. Orbita mu je 1479 km u perigeju i 1510 km u apogeju. Orbitna inklinacija mu je 82,45°. Spacetrackov kataloški broj je 39761. COSPARova oznaka je 2014-028-A. Zemlju obilazi u 115,86 minuta. Mase je 225 kg.
Ovo je vladin-vojni komunikacijski satelit sustava "pohrani-ispusti".
Nekoliko satelita Rodnika poslano je u istoj misiji. Dio Briz-KM se odvojio tijekom misije. Sa satelitima je poslan i jedan nepoznate vrste i namjene.

## Vanjske poveznice
- N2YO.com Search Satellite Database
- Celes Trak SATCAT Format Documentation (engl.)
- Kunstman  Arhivirana inačica izvorne stranice od 12. kolovoza 2019. (Wayback Machine) Satellites in Orbit (engl.)